# 阿留雷德·克拉克

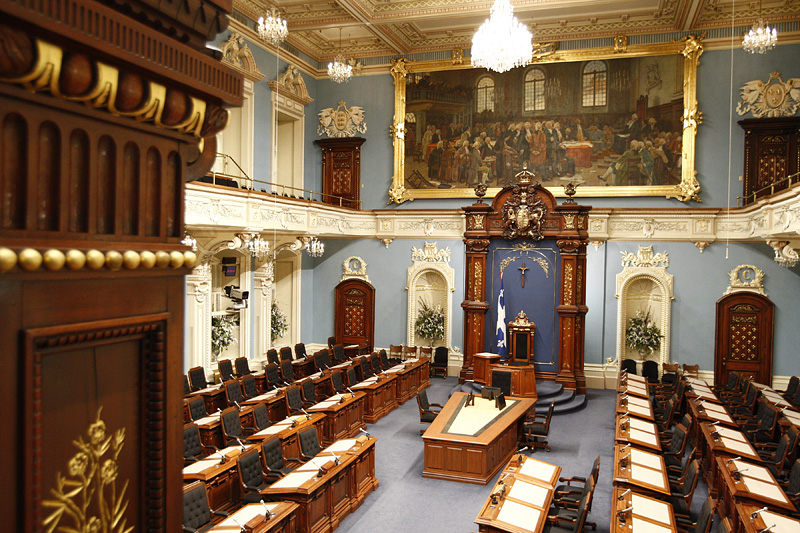
魁北克国民议会，前身为下加拿大议会，于1792年12月由阿留雷德·克拉克爵士首次召集（背景中的画作描绘了1793年1月下加拿大议会的第一次会议）

阿留雷德·克拉克爵士 GCB（英语：Sir Alured Clarke，1744年11月24日—1832年9月16日），是一名英国陆军军官。1780年5月，他负责指挥乔治亚州的所有英国军队，后被部署到费城，在美国独立战争的最后阶段负责英国战俘的撤离工作。战争结束后，克拉克担任牙买加总督，后转任下加拿大的副总督，负责监督执行1791年宪法法案。之后他被派往印度，在那里他成为马德拉斯军队的总司令，然后短暂代理印度总督，最后在第四次英国-迈索尔战争期间担任印度军团总司令。

## 军旅生涯
阿留雷德·克拉克是查尔斯·克拉克（Charles Clarke，约1702年–1750年）和简·克拉克（Jane Clarke，婚前姓穆林斯）的儿子。阿留雷德·克拉克早年在伊顿公学接受教育，并于1759年3月20日被委任成为第50步兵团的少尉。那年晚些时候，他在格兰比侯爵军中在德国服役。1760年5月10日，克拉克在第50步兵团晋升中尉，后于1763年12月30日在第52（牛津郡）步兵团晋升上尉。1767年1月，克拉克被调到驻扎在爱尔兰的第5步兵团，后于1771年在第54步兵团晋升少校。
1777年5月13日，克拉克晋升中校，并成为驻扎在美国的第7步兵团团长。克拉克于1780年5月负责指挥所有在乔治亚州的英军部队，并于1782年5月16日晋升上校。克拉克于1783年5月被派往费城监督英军战俘的撤离工作。
克拉克于1784年夏天成为牙买加总督。1790年5月1日，克拉克晋升少将。克拉克在担任牙买加总督时表现出色，因此他被推荐给乔治三世，作为1790年10月成为下加拿大副总督的合适人选。在1791年8月加拿大总督缺席返回英国的情况下，克拉克接管了驻加拿大的英国军队并着手执行1791年宪法法案，其中涉及解决地理边界（下加拿大与美国之间以及下加拿大与其他地区之间的边界划分），向定居者提供土地并召集该省的第一届立法会议。克拉克担任下加拿大副总督直到1793年夏天，当时总督已经返回加拿大，而克拉克则回到英格兰。
克拉克于1795年被派往印度，但他的船在好望角航行时被紧急叫停，他和他的部队于1795年9月16日在温贝格击败了一支荷兰军队，后在接下来的两个月里安排南非地区的行政事务，之后再次启程前往印度。1796年初抵达印度后，他成为马德拉斯军队的总司令。克拉克于1796年5月3日晋升荣誉中将，并于1797年1月14日获得巴斯勋章。1797年2月4日，克拉克正式晋升中将。他于1798年3月成为印度代理总督（兼任孟加拉军团代理司令），后于1798年5月成为印度军团总司令。尽管克拉克在1799年4月围攻斯赫里朗格阿帕特塔纳时不在场，但他的军队取得了最终胜利，从而结束了第四次英国-迈索尔战争。克拉克于1801年3月返回英国，并于1802年5月11日晋升上将。1815年1月4日，克拉克获得巴斯骑士大十字勋章。
1803年，他与海军中将纳尔逊和埃文·内平爵士出席了一场叛国罪的审判，作为爱德华·德斯帕德上校的品格证人。他们一同为德斯帕德在加勒比地区的表现提供证词。
除实际担任的军职外，克拉克还曾担任第60皇家军团第1营、第68步兵团、第5步兵团和第7步兵团的名誉上校。
退休后，克拉克住在伦敦的曼斯菲尔德街。1830年7月22日，在威廉四世加冕之际，他晋升陆军元帅。1832年9月16日，克拉克在探望侄女时死于威尔士的兰戈伦。

## 家庭
克拉克于1770年与伊丽莎白·凯瑟琳·亨特（Elizabeth Catherine Hunter）结婚，八年前伊丽莎白曾与已婚的彭布罗克伯爵私奔。伊丽莎白与彭布罗克伯爵有一个儿子，但克拉克和她没有孩子。

## 引注
1. 1 2 3 4 5  Brown, Robert. .  線上版. 牛津大學出版社. doi:10.1093/ref:odnb/5485. 需要订阅或英国公共图书馆会员资格
2. 1 2 3 4 5  Heathcote, p. 89
3. ↑  . 倫敦憲報. 13 May 1777.
4. ↑  . 倫敦憲報. 1790-04-27.
5. 1 2  .  online. University of Toronto Press. 1979–2016.
6. ↑  . 倫敦憲報. 1801-12-08.
7. ↑  . 倫敦憲報. 1797-01-31.
8. ↑  . 倫敦憲報. 1802-05-08.
9. ↑  . 倫敦憲報. 1815-01-04.
10. ↑  Gurney, William Brodie; Gurney, Joseph. . London: M Gurney. 1803: 176.
11. ↑  Jay, Mike. . London: Bantam Press. 2004: 197. ISBN 0593051955.
12. ↑  . 倫敦憲報. 1791-07-09.
13. ↑  . 倫敦憲報. 1794-08-12.
14. ↑  . 倫敦憲報. 1794-10-28.
15. ↑  . 倫敦憲報. 22 August 1801.
16. ↑  . OCLC 608094147.
17. ↑  . 倫敦憲報. 1830-07-23.
18. ↑  Heathcote, p. 90